# Groupe I des éliminatoires de la Coupe d'Afrique des nations de football 2019
Le groupe I des qualifications à la Coupe d'Afrique des nations de football 2019 est une compétition qualificative pour la phase finale de la Coupe d'Afrique des nations de football 2019. Les deux équipes qui termineront en tête du groupe seront qualifiées pour la CAN qui se déroule en juin 2019. Ce groupe est composé de l'Angola, du Botswana, du Burkina Faso et de la Mauritanie. En terminant aux deux premières places du groupe, l'Angola et la Mauritanie se qualifient pour la CAN 2019.

## Tirage au sort
Le tirage au sort se déroule le 12 janvier 2017 à Libreville. Les 51 sélections africaines sont classées dans cinq chapeaux selon un classement CAF construit à partir des résultats dans les CAN précédentes.
Le tirage au sort désigne les équipes suivantes dans le groupe I :
- Chapeau 1 : Burkina Faso (7e du classement CAF)
- Chapeau 2 : Angola (22e du classement CAF)
- Chapeau 3 : Botswana (27e du classement CAF)
- Chapeau 4 : Mauritanie (37e du classement CAF)

## Classement
| Rang | Équipe       | Pts | J | G | N | P | Bp | Bc | Diff |  | Résultats (▼ dom., ► ext.) |     |     |     |     |
| ---- | ------------ | --- | - | - | - | - | -- | -- | ---- |  | -------------------------- | --- | --- | --- | --- |
| 1    | Angola       | 12  | 6 | 4 | 0 | 2 | 9  | 6  | +3   |  | Angola                     |     | 4-1 | 2-1 | 1-0 |
| 2    | Mauritanie   | 12  | 6 | 4 | 0 | 2 | 7  | 6  | +1   |  | Mauritanie                 | 1-0 |     | 2-0 | 2-1 |
| 3    | Burkina Faso | 10  | 6 | 3 | 1 | 2 | 8  | 5  | +3   |  | Burkina Faso               | 3-1 | 1-0 |     | 3-0 |
| 4    | Botswana     | 1   | 6 | 0 | 1 | 5 | 1  | 8  | -7   |  | Botswana                   | 0-1 | 0-1 | 0-0 |     |

## Résultats
1re journée
| 10 juin 2017 | Botswana | 0 - 1 | Mauritanie  | Stade de Francistown, Francistown |                           |
| 15h30 UTC+2  |          | (0-0) | 77e Soudani | Arbitrage : Davies Omweno         | Arbitrage : Davies Omweno |
| 15h30 UTC+2  | Rapport  |       |             | Arbitrage : Davies Omweno         | Arbitrage : Davies Omweno |

| 10 juin 2017 | Burkina Faso                         | 3 - 1 | Angola     | Stade du 4-Août, Ouagadougou |                              |
| 18h00 UTC    | Bancé 21e 42e (pen.) · B. Traoré 79e | (2-1) | 23e Gelson | Arbitrage : Mahmoud El Banna | Arbitrage : Mahmoud El Banna |
| 18h00 UTC    | Rapport                              |       |            | Arbitrage : Mahmoud El Banna | Arbitrage : Mahmoud El Banna |

2e journée :
| 8 septembre 2018 | Mauritanie               | 2 - 0 | Burkina Faso | Stade olympique, Nouakchott  |                              |
|                  | Diakité 36e · Camara 40e | (2-0) |              | Arbitrage : Louis Hakizimana | Arbitrage : Louis Hakizimana |
|                  | Rapport                  |       |              | Arbitrage : Louis Hakizimana | Arbitrage : Louis Hakizimana |

| 9 septembre 2018 | Angola     | 1 - 0 | Botswana | Stade national du 11-Novembre, Luanda |                            |
|                  | Gelson 30e | (1-0) |          | Arbitrage : Bakary Gassama            | Arbitrage : Bakary Gassama |
|                  | Rapport    |       |          | Arbitrage : Bakary Gassama            | Arbitrage : Bakary Gassama |

3e journée :
| 12 octobre 2018 | Angola                                          | 4 - 1 | Mauritanie  | Stade national du 11-Novembre, Luanda |                                |
|                 | Mateus 12e (pen.) 16e · Djalma 52e · Gelson 80e | (1-1) | 2e El Hacen | Arbitrage : Thierry Nkurunziza        | Arbitrage : Thierry Nkurunziza |
|                 | Rapport                                         |       |             | Arbitrage : Thierry Nkurunziza        | Arbitrage : Thierry Nkurunziza |

| 13 octobre 2018 | Burkina Faso                              | 3 - 0 | Botswana | Stade du 4-Août, Ouagadougou |                            |
|                 | Pitroipa 4e · Diawara 48e · AR Traoré 61e | (1-0) |          | Arbitrage : Bienvenu Sinko   | Arbitrage : Bienvenu Sinko |
|                 | Rapport                                   |       |          | Arbitrage : Bienvenu Sinko   | Arbitrage : Bienvenu Sinko |

4e journée :
| 16 octobre 2018 | Botswana | 0 - 0 | Burkina Faso | Stade de Francistown, Francistown |                          |
|                 |          | (0-0) |              | Arbitrage : Peter Waweru          | Arbitrage : Peter Waweru |
|                 | Rapport  |       |              | Arbitrage : Peter Waweru          | Arbitrage : Peter Waweru |

| 16 octobre 2018 | Mauritanie | 1 - 0 | Angola | Stade olympique, Nouakchott |                         |
|                 | Ba 17e     | (1-0) |        | Arbitrage : Sadok Selmi     | Arbitrage : Sadok Selmi |
|                 | Rapport    |       |        | Arbitrage : Sadok Selmi     | Arbitrage : Sadok Selmi |

5e journée :
| 18 novembre 2018 | Angola           | 2 - 1 | Burkina Faso | Stade national du 11-Novembre, Luanda |                                       |
|                  | Mateus 45+1e 57e | (1-0) | 69e Dayo     | Arbitrage : Jean-Jacques Ndala Ngambo | Arbitrage : Jean-Jacques Ndala Ngambo |
|                  | Rapport          |       |              | Arbitrage : Jean-Jacques Ndala Ngambo | Arbitrage : Jean-Jacques Ndala Ngambo |

| 18 novembre 2018 | Mauritanie      | 2 - 1 | Botswana | Stade Cheik Ould Boidya, Nouakchott |                                 |
|                  | Diakité 20e 84e | (1-1) | 4e Kobe  | Arbitrage : Hassan Mohamed Hagi     | Arbitrage : Hassan Mohamed Hagi |
|                  | Rapport         |       |          | Arbitrage : Hassan Mohamed Hagi     | Arbitrage : Hassan Mohamed Hagi |

6e journée :
| 22 mars 2019 | Botswana | 0 - 1 | Angola    | Stade de Francistown, Francistown          |                                            |
|              |          | (0-1) | 2e Wilson | Arbitrage : Amin Mohamed Amin Mohamed Omar | Arbitrage : Amin Mohamed Amin Mohamed Omar |
|              | Rapport  |       |           | Arbitrage : Amin Mohamed Amin Mohamed Omar | Arbitrage : Amin Mohamed Amin Mohamed Omar |

| 22 mars 2019 | Burkina Faso  | 1 - 0 | Mauritanie | Stade du 4-Août, Ouagadougou          |                                       |
|              | B. Traoré 19e | (1-0) |            | Arbitrage : Jean-Jacques Ndala Ngambo | Arbitrage : Jean-Jacques Ndala Ngambo |
|              | Rapport       |       |            | Arbitrage : Jean-Jacques Ndala Ngambo | Arbitrage : Jean-Jacques Ndala Ngambo |

## Liste des buteurs
4 buts :
- Mateus

 3 buts :
- Gelson
- Ismaël Diakité

 2 buts :
- Aristide Bancé
- Bertrand Traoré

 1 but :
- Djalma Campos
- Wilson
- Keeagile Kobe
- Issoufou Dayo
- Banou Diawara
- Jonathan Pitroipa
- Abdou Razack Traoré
- Adama Ba
- Khassa Camara
- Moctar Sidi El Hacen
- Mohamed Soudani